# Veronika Vítková
Veronika Vítková (Vrchlabí, 9 de diciembre de 1988) es una deportista checa que compitió en biatlón.
Participó en tres Juegos Olímpicos de Invierno, entre los años 2010 y 2018, obteniendo en total tres medallas: plata y bronce en Sochi 2014 y bronce en Pyeongchang 2018.
Ganó dos medallas en el Campeonato Mundial de Biatlón, oro en 2015 y bronce en 2013.

## Palmarés internacional
| Juegos Olímpicos   | Juegos Olímpicos             | Juegos Olímpicos  | Juegos Olímpicos |
| Año                | Lugar                        | Medalla           | Prueba           |
| ------------------ | ---------------------------- | ----------------- | ---------------- |
| 2014               | Sochi (Rusia)                | Medalla de plata  | Relevo mixto     |
| 2014               | Sochi (Rusia)                | Medalla de bronce | Relevo           |
| 2018               | Pyeongchang (Corea del Sur)  | Medalla de bronce | Velocidad        |
| Campeonato Mundial |                              |                   |                  |
| Año                | Lugar                        | Medalla           | Prueba           |
| 2013               | Nové Město (República Checa) | Medalla de bronce | Relevo mixto     |
| 2015               | Kontiolahti (Finlandia)      | Medalla de oro    | Relevo mixto     |